# Acordeon
Acordeonul este un instrument muzical manual, constând dintr-un burduf atașat la două rame de formă dreptunghiulară, pe care sunt montate butoane, sau la unele tipuri, clape asemănătoare celor de la pian. O persoană poate cânta la acordeon trăgând (expandând) și împingând (comprimând) burduful, făcând ca aerul să treacă prin conducte metalice, denumite tubușoare. Acest flux de aer face tubușoarele să vibreze, fapt care produce sunete. În 1854, Anthony Faas din Pennsylvania brevetează acordeonul. Cel care cântă la acordeon produce diferitele note apăsând butoanele și clapele. 
Tubușoarele și butoanele care controlează notele joase se află, din perspectiva celui care cântă la acordeon, pe partea stângă a burdufului, iar cele care controlează notele înalte se află pe partea dreaptă. Principalele două tipuri de acordeon sunt cele cu acțiune simplă și cele cu acțiune dublă. La acordeoanele cu acțiune simplă, fiecare buton produce două note, una când se trage burduful și una când se împinge. În cazul acordeoanelor cu acțiune dublă, fiecare clapă sau buton produce aceeași notă și la împingere și la tragere. Cel mai cunoscut tip de acordeon, acordeonul-pian este un acordeon cu acțiune dublă. Acordeonul-pian are un șir de clape asemănătoare celor întâlnite la pian, în locul butoanelor de pe partea dreaptă. Un instrument asemănător acordeonului numit Handäoline, a fost inventat la Berlin în deceniul 3 al secolului XIX. Cyril Demian a brevetat primul acordeon propriu-zis în anul 1829, la Viena. Primele acordeoane aveau zece butoane melodice și două butoane pentru bas. Versiuni ulterioare au adăugat mai multe butoane, permițând muzicienilor să producă o varietate chiar mai mare de note și sunete. Acordeonul-pian a fost dezvoltat în deceniul 6 al sec.XIX. Concertina este un instrument mic, hexagonal, asemănător acordeonului. Este produs în versiuni cu acțiune simplă și cu acțiune dublă. Sir Charles Wheatstone a inventat concertina în 1829. Acesta a fost inspirat de modul în care funcționează sheng-ul, o veche muzicuță chinezească.